# Contarinia convolvuliflora
Contarinia convolvuliflora är en tvåvingeart som beskrevs av Fedotova 1991. Contarinia convolvuliflora ingår i släktet Contarinia och familjen gallmyggor.
Artens utbredningsområde är Kazakstan. Inga underarter finns listade i Catalogue of Life.